# Brachymenium leptophyllum
Brachymenium leptophyllum är en bladmossart som beskrevs av Bruch, W. P. Schimper och Georg Friedrich von Jaeger 1875. Brachymenium leptophyllum ingår i släktet Brachymenium och familjen Bryaceae. Inga underarter finns listade i Catalogue of Life.